# グレン・W・ショー
グレン・ウィリアム・ショー（英語: Glenn William Shaw、日本名：尚 紅蓮〈しょう ぐれん〉1886年11月19日 - 1961年8月26日）は、アメリカ合衆国出身の日本文学・日本学・英語教育者。

## 生涯
カリフォルニア州ロサンゼルスで出生し、コロラド州コロラドスプリングスで育つ。1910年にコロンビア大学を卒業。時を同じくして、大学の同期生だった女性と結婚し、2児をもうける。
1911年からの2年間は、ハワイ準州のミッド・パシフィック・インスティテュートで英語教師を務める。
1913年～1915年にかけては、日本・朝鮮・中国・インドの各地で、英語教師のアルバイトをしながら、家族と共に放浪生活を送る。

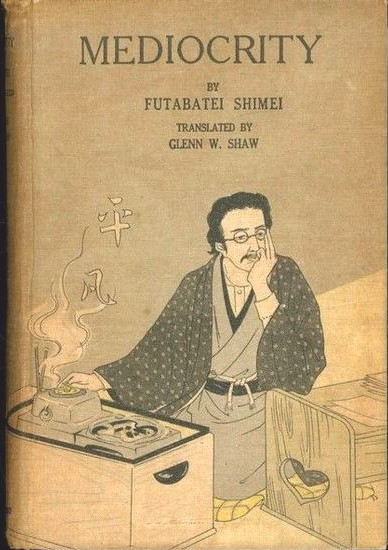
ショーが手掛けた二葉亭四迷『平凡』英訳版の表紙

1916年より、大阪市に生活の拠点を置き、市岡中学校・今宮中学校・大阪外国語学校・神戸高等商業学校・山口高等商業学校などで英語教師を務める。また、朝日新聞大阪本社や日本放送協会大阪放送局に嘱託職員として務めたほか、芥川龍之介・菊池寛・倉田百三・二葉亭四迷・山本有三らの著作の翻訳・紹介にも尽力。特に、山口高商時代の同僚だった奈倉次郎とは、日本を離れるまでの間、昵懇の間柄だったいう。
1940年になると、日米開戦は不可避だと判断し、家族全員で帰国。翌1941年に、ワシントンD.C.の海軍省へ、アナリストとして採用される。1944年より、コロラド大学ボルダー校にある海軍東洋語学学校の校長となる。
戦後の1949年に再来日し、GHQ外交局（DS）に務める。1950年より駐日アメリカ合衆国大使館の文化情報官に就任。母国に押収されていた「外務省記録」の返還にあたり、マイクロフィルム化の資料選別を指揮した。
1957年の定年退官・帰国にあたって、日本国政府より勲三等瑞宝章を授与される。帰国途中には、ハワイ州へ立ち寄り、ハワイ大学で「日本文学」「日本文化史」の2つの夏期講座を受け持った。
1961年8月26日にコロラド州ボルダーで永眠。享年74歳。